# 콤비교정
콤비교정(Combi Orthodontic)은 치아 교정의 한 종류로, 일반적으로 윗니는 설측교정, 아랫니는 세라믹, 클리피씨 등 여타의 교정법으로 교정치료가 진행되는 치과교정술이다. 설측교정의 비용적 부담을 덜고 심미성을 높이는 대안으로 활용된다.